# Chinasat-9A
Chinasat-9A (также известный как Zhongxing-9A или ZX-9A) — китайский телекоммуникационный спутник. 
Изначально спутник принадлежал спутниковому оператору Sinosat, носил название Sinosat-4 (Xinnuo 4) и планировался к запуску в 2008 году, для замены спутника Sinosat-2, который был запущен в 2006 году, но не смог раскрыть крылья солнечных батарей после выхода на орбиту. После слияния Sinosat с китайским государственным оператором телекоммуникационных спутников, корпорацией Сhina Satcom, спутник был переименован в Zhongxing-9A (Chinasat-9A). Его запуск многократно откладывался.
Аппарат создан Китайской академией космических технологий (CAST) на базе космической платформы DFH-4. В сложенном состоянии имеет размеры 2,36 × 2,1 × 3,6 м, стартовую массу около 5100 кг и ожидаемый срок службы около 15 лет. 
На спутник установлено 22 транспондера Ku-диапазона: 18 со стандартной ёмкостью 36 МГц и 4 повышенной ёмкости 54 Мгц. Планировалось, что спутник будет размещён на орбитальной позиции 101,4° восточной долготы и будет обеспечивать непосредственное радио и телевещание (включая поддержку Ultra HD) и другие телекоммуникационные услуги по всей территории Китая, а также для Гонконга, Макао, Тайваня,.
Запуск спутника был выполнен 18 июня 2017 года в 16:11 UTC, с помощью ракеты-носителя Чанчжэн-3B/E со второй стартовой площадки космодрома Сичан. Спустя несколько часов после запуска было объявлено, что из-за полётной аномалии во время работы третьей ступени ракеты-носителя, спутник был выведен на неверную орбиту. ChinaSat-9A был выявлен на орбите 193 x 16 357 км, наклонение 25,68°, с высотой апогея на 20 тысяч км ниже типичной геопереходной орбиты выведения для данной ракеты-носителя. Было подтверждено, что спутник отстыковался от третьей ступени, успешно раскрыл солнечные панели и коммуникационные антенны и находится в хорошем состоянии. По предварительным подсчётам, довыведение аппарата с текущей орбиты до рабочей геостационарной орбиты с использованием собственной двигательной установки, может стоить ему до 10 лет срока службы.